# George F. Smoot
George Fitzgerald Smoot III (født 20. februar 1945 i Yukon, Florida, USA) er en amerikansk astrofysiker. Han var en del af det hold der i 2003 – 2006 undersøgte teorien om "Big Bang". Han modtog i 2006 Nobelprisen i Fysik, sammen med sin kollega og nære ven, John C. Mather.